# 慎福寺 (鈴鹿市)
慎福寺（しんぷくじ）は、三重県鈴鹿市にある、真言宗豊山派の仏教寺院。山号は　東王山（とうおうざん）　院号は　瑠璃光院（るりこういん）。本尊は薬師如来。

## 歴史
寺伝によると、永禄2年（1559年）3月、法印紹盛上人の開基と伝わり、往時は七堂伽藍を備え、神福寺と称していたといわれる。
神戸城主織田信孝の祈願寺とされ、寺領660石を受領し栄えたが、江戸時代の大地震により焼失している。その後再建され、明治初年の廃仏毀釈の際、寺名を慎福寺と改称した。

## みどころ
境内に樹齢350年以上のしだれ銀杏の大木があり、神木とされている。
3月の初午法会では、厄災消除、福寿増長祈願の護摩修行が施工され、参拝者に厄除甘酒が振舞われる。4月21日のお接待大師の日には、昔よりの甘酒接待が始まりで、今ではおむすび、煮物等の接待が行われている。

## 所在地
- 三重県鈴鹿市神戸2丁目-19-8

## 年中行事
- 2月節分の日　節分会
- 3月初午の日　初午法会（厄除祈願）
- 3月21日　弘法大師正御影供　彼岸回向
- 4月21日　お接待大師の日
- 7月10日　鎮守金比羅大祭会
- 8月24日　地蔵盆会
- 9月23日　彼岸回向

## 近隣施設
- 神戸公園（神戸城跡）

## アクセス
- 鈴鹿市駅より南西へ約0.6km
- 三重県道8号四日市鈴鹿環状線鈴鹿市役所より西へ0.6km